# Frédéric Turquet de Beauregard
Frédéric Théodore Marie Turquet de Beauregard (* 22. August 1835 in Lannion, Département Côtes-d’Armor; † 26. März 1906 in Cholet, Département Maine-et-Loire) war ein französischer Seeoffizier und Konteradmiral (Contre-amiral), der unter anderem zwischen 1895 und 1897 Kommandeur einer Division des Mittelmeer-Reservegeschwaders (Escadre de Réserve Méditerranée) war.

## Leben

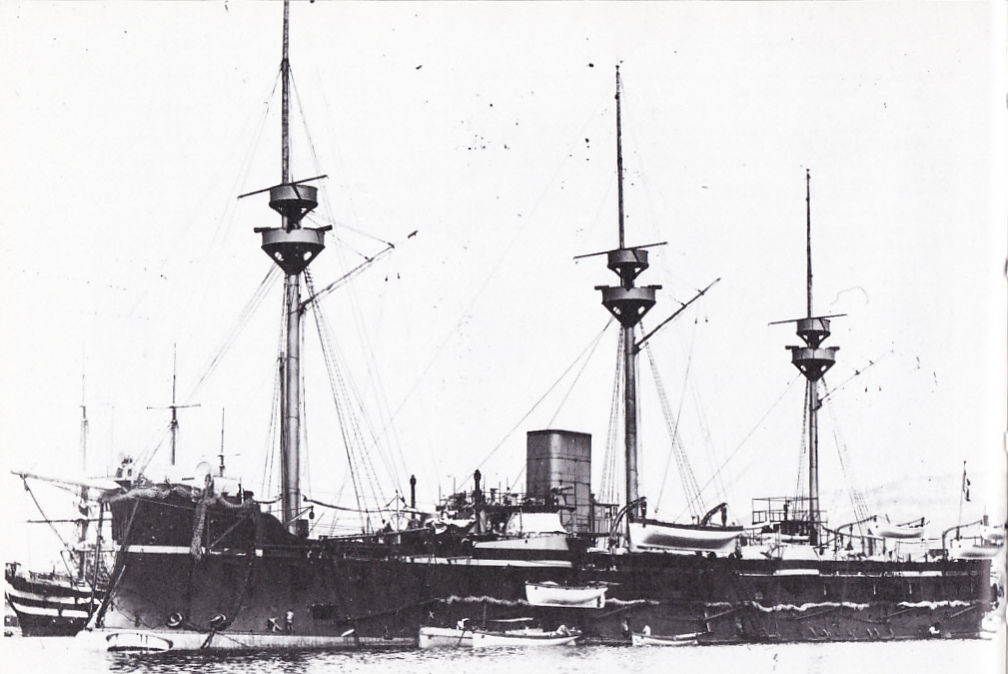
Kapitän zur See Frédérique Turquet de Beauregard war von 1888 bis 1889 Kommandant des im Militärhafen Toulon stationierten Panzerschiffs Richelieu.

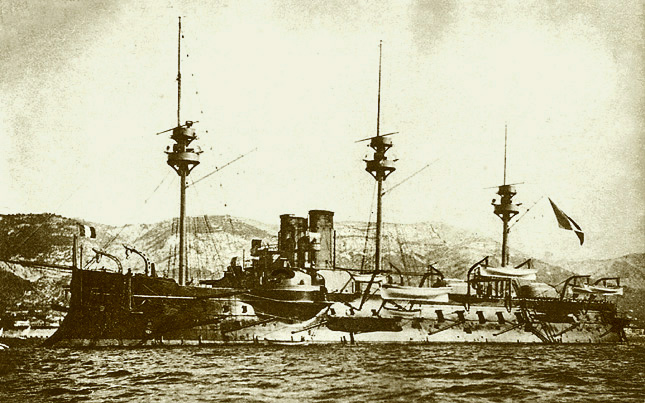
Das Panzerschiff Amiral Duperré war 1895 sein Flaggschiff als Kommandeur einer Division des Mittelmeer-Reservegeschwaders.

Frédéric Théodore Marie Turquet de Beauregard begann nach dem Schulbesuch als Angehöriger der Promotion 1851 als Élève-officier seine Ausbildung zum Seeoffizier an der Marineschule (École navale), die er am 1. August 1853 auf dem Schulschiff Borda abschloss. Nach seiner Beförderung zum Leutnant zur See (Enseigne de vaisseau de deuxième classe) am 7. März 1857 wurde er zur Marinebasis Brest verlegt und war nach anderen Verwendungen zwischen 1861 und 1862 Kommandant des Kanonenbootes Rafale, welches vor der Küste Westafrikas operierte. Am 16. August 1862  erhielt er seine Beförderung zum Kapitänleutnant (Lieutenant de Vaisseau) und wurde am 11. August 1865 mit dem Ritterkreuz der Ehrenlegion ausgezeichnet. Während des Deutsch-Französischen Krieges fungierte er von 1870 bis 1871 als Kommandant des Aviso Travailleur und führte zahlreiche hydrografische und meteorologische Untersuchungen in Algerien und Brasilien durch. Als Adjutant von Kommandant Ernest Mouchez nahm er 1874 an der Beobachtung des Venus-Transits auf der Sankt-Paul-Insel in den Französischen Süd- und Antarktisgebieten teil. Er wurde am 27. April 1875 zum Fregattenkapitän (Capitaine de Frégate) befördert und war gemeinsam mit Admiral Mouchez zwischen 1875 und 1876 Direktor des Observatoriums im Parc Montsouris.
Turquet de Beauregard war zwischen 1879 und 1882 Kommandant des mit vier Geschützen ausgestatteten und im Marinestützpunkt Lorient stationierten Transportschiffs Allier, das im Anschluss zur Marinedivision Neukaledonien (Division navale de la Nouvelle-Calédonie) unter dem Kommandeur Flottillenadmiral Amédée-Anatole Courbet verlegt wurde. Am 3. Februar 1880 wurde ihm das Offizierskreuz der Ehrenlegion verliehen und am 4. September 1883 wurde er zum Kapitän zur See (Capitaine de Vaisseau) befördert. Er wurde am 1. Januar 1885 zum Militärhafen Toulon versetzt und übernahm vom 23. April 1885 bis 1886 den Posten als Kommandant des mit 19 Geschützen ausgestatteten Kreuzers Vénus im Militärhafen Rochefort. Danach war er zwischen 1886 und 1888 Chef des Stabes der Marinedivision Levante (Division navale du Levant), deren Oberkommandierender Flottillenadmiral Raoul Marquessac war. Anschließend war er zunächst von 1888 bis 1889 Kommandant des im Militärhafen Toulon stationierten Panzerschiffs Richelieu sowie zwischen 1889 und 1891 in Personalunion Kommandant des Transportschiffs Loire sowie Kommandeur der Marinedivision in Cochinchina. Für seine Verdienste wurde er am 31. Dezember 1890 Kommandeur der Ehrenlegion.
Am 23. Januar 1892 erhielt Frédéric Turquet de Beauregard seine Beförderung zum Konteradmiral (Contre-amiral) und war zuletzt von 1895 bis 1897 Kommandeur einer Division des Mittelmeer-Reservegeschwaders (Escadre de Réserve Méditerranée) mit dem Panzerschiff Amiral Duperré sowie zuletzt der Geschützten Fregatte Friedland als Flaggschiff. Ihm wurde auch das Offizierskreuz des Ordre des Palmes Académiques verliehen. Sein Sohn Frédéric Théodore Marie Sosthène Turquet de Beauregard (1871–1927) war ebenfalls Seeoffizier, der 1889 seine Ausbildung an der École navale begann und zuletzt 1917 zum Korvettenkapitän befördert wurde.